# Jack Hinshelwood
Jack Luca Hinshelwood (Chichester, Inglaterra, 11 de abril de 2005) es un futbolista británico que juega como centrocampista en el Brighton & Hove Albion F. C. de la Premier League.

## Trayectoria
Ingresó en el Brighton & Hove Albion F. C. Sub-21 y en la cantera del Brighton & Hove Albion F. C. a los 7 años, y fue ascendiendo en sus categorías inferiores. Debutó con el equipo sub-18 en marzo de 2021, y comenzó su beca la temporada siguiente, con 16 años. El 14 de abril de 2023 firmó un contrato profesional con el club hasta 2026. Debutó como profesional con el Brighton como suplente de última hora en sustitución de Deniz Undav en la derrota por 2-1 en la Premier League ante el Aston Villa F. C. el 28 de mayo de 2023. Fue titular por primera vez en la derrota por 6-1 contra el Aston Villa F. C. el 30 de septiembre.
El 6 de diciembre de 2023 marcó el primer gol de su carrera en la victoria por 2-1 en casa contra el Brentford F. C. El 9 de abril de 2024 firmó un nuevo contrato con el Brighton hasta junio de 2028.

## Selección nacional
Es internacional juvenil con Inglaterra dónde ha representado a Inglaterra en la categoría sub-18.
El 6 de septiembre de 2023 debutó con la selección sub-19 de Inglaterra en la derrota por 1-0 ante Alemania.

## Vida personal
Procede de una familia de futbolistas. Su bisabuelo Wally Hinshelwood, su abuelo Paul, su padre Adam y sus tíos Martin y Danny fueron futbolistas profesionales..

## Estilo de juego
Es un centrocampista central que juega el balón y posee un gran sentido táctico. También puede jugar de defensa central, pero su mejor manera de influir en los partidos es mediante la distribución del balón y su visión de juego, que se adaptan mejor a su papel de centrocampista. Es un jugador ambidiestro con una buena comprensión del juego, al que también le gusta ir hacia delante.

## Estadísticas

### Clubes
Actualizado al último partido disputado el 25 de mayo de 2025.
| Club                                    | Div.          | Temporada     | Liga  | Liga  | Liga   | Copas nacionales | Copas nacionales | Copas nacionales | Copas internacionales | Copas internacionales | Copas internacionales | Total | Total | Total  |
| Club                                    | Div.          | Temporada     | Part. | Goles | Asist. | Part.            | Goles            | Asist.           | Part.                 | Goles                 | Asist.                | Part. | Goles | Asist. |
| --------------------------------------- | ------------- | ------------- | ----- | ----- | ------ | ---------------- | ---------------- | ---------------- | --------------------- | --------------------- | --------------------- | ----- | ----- | ------ |
| Brighton & Hove Albion F. C. Inglaterra | 1.ª           | 2022-23       | 1     | 0     | 0      | 0                | 0                | 0                | —                     | —                     | —                     | 1     | 0     | 0      |
| Brighton & Hove Albion F. C. Inglaterra | 1.ª           | 2023-24       | 12    | 3     | 0      | 3                | 0                | 0                | 2                     | 0                     | 0                     | 17    | 3     | 0      |
| Brighton & Hove Albion F. C. Inglaterra | 1.ª           | 2024-25       | 26    | 5     | 2      | 5                | 0                | 0                | —                     | —                     | —                     | 31    | 5     | 2      |
| Brighton & Hove Albion F. C. Inglaterra | Total club    | Total club    | 39    | 8     | 2      | 8                | 0                | 0                | 2                     | 0                     | 0                     | 49    | 8     | 2      |
| Total carrera                           | Total carrera | Total carrera | 39    | 8     | 2      | 8                | 0                | 0                | 2                     | 0                     | 0                     | 49    | 8     | 2      |

## Palmarés

### Títulos internacionales
| Título          | Equipo            | Sede       | Año  |
| --------------- | ----------------- | ---------- | ---- |
| Eurocopa Sub-21 | Inglaterra sub-21 | Eslovaquia | 2025 |